# Бриц, Шарлотта
Шарлотта Бриц (нем. Charlotte Britz; род. 27 февраля 1958, Отвайлер, Саар) — государственный и политический деятель Германии. Обер-бургомистр Саарбрюккена с 2004 по 2019 год.

## Биография
Вступила в Социал-демократическую партию (СДПГ) в возрасте 16 лет. Впервые была избрана в городской совет Саарбрюккена в 1989 году и переизбрана в 1994 году. В 1996 году была избрана главой городского социального департамента и впоследствии ушла в отставку из городского совета. Баллотировалась на пост мэра Саарбрюккена в 2004 году и победила во втором туре кандидата от Христианско-демократического союза (ХДС) Йозефа Хеккена. В 2011 году была переизбрана подавляющим большинством голосов в первом туре голосования, избежав второго тура. В преддверии выборов ландтаг Саара в 2017 году считалась потенциальным кандидатом от СДПГ на пост министра-председателя Саара, но предпочла не выдвигаться. В 2018 году была номинирована на участие в конкурсе «World Mayor».
26 мая 2019 года баллотировалась на третий срок на местных выборах и получила наибольшее количество голосов в первом туре голосования. Во втором туре 9 июня 2019 года кандидат от ХДС Уве Конрадт обошел её с небольшим преимуществом в 0,6 %, завершив 43-летний период правления обер-бургомистров СДПГ в Саарбрюккене. Срок полномочий Шарлотты Бриц истёк 30 сентября 2019 года.